# UFC on ESPN: Holm vs. Aldana
UFC on ESPN: Holm vs. Aldana (también conocido como UFC on ESPN 16 y UFC Fight Island 4) fue un evento de artes marciales mixtas producido por Ultimate Fighting Championship que tuvo lugar el 4 de octubre de 2020 en el du Forum de la isla de Yas, en Abu Dhabi, Emiratos Árabes Unidos.

## Antecedentes
Sin la presencia de aficionados, la promoción no tuvo que preocuparse por el horario local del evento, por lo que el plan fue proceder con el horario normal de las horas de máxima audiencia en la costa este de Norteamérica. El cartel principal estaba programado para comenzar a las 6:30 de la mañana (4 de octubre), hora local, en Abu Dhabi, con un cartel preliminar completo que comenzaría aproximadamente a las 3:30 de la mañana, hora del Golfo.
El combate del Peso Gallo Femenino entre la ex Campeona de Peso Gallo Femenino de la UFC, Holly Holm, e Irene Aldana fue el plato fuerte del evento. El emparejamiento estaba originalmente programado para encabezar UFC Fight Night: Brunson vs. Shahbazyan. Sin embargo, el 22 de julio se informó de que Aldana se había retirado del combate debido a que había dado positivo por COVID-19. Holm también fue eliminada de la tarjeta, quedando el emparejamiento intacto y finalmente reprogramado para este evento.
Ben Sosoli estuvo brevemente vinculado a un combate de Peso Pesado con Yorgan de Castro. Sin embargo, Sosoli se retiró del combate a finales de julio alegando una operación ocular y fue sustituido por Carlos Felipe.
Un combate de Peso Gallo Femenino entre la ex Campeona de Peso Mosca de la UFC, Nicco Montaño, y Julia Avila estaba originalmente programado para UFC Fight Night: Lewis vs. Oleinik. Sin embargo, debido a que el entrenador de Montaño, John Wood, dio positivo por COVID-19, el combate fue reprogramado para UFC Fight Night: Overeem vs. Sakai. A su vez, el 29 de agosto se anunció que la propia Montaño dio positivo en la prueba de la enfermedad y el combate se retrasó de nuevo a este evento. El 3 de septiembre, se anunció que Montaño se retiró del combate debido a las restricciones de viaje. A su vez, Avila fue reprogramada para enfrentar a Sijara Eubanks en UFC Fight Night: Waterson vs. Hill el 12 de septiembre.
Un combate de Peso Semipesado entre los ex retadores del Campeonato de Peso Semipesado de la UFC Thiago Santos y Glover Teixeira estaba inicialmente programado para encabezar UFC Fight Night: Waterson vs. Hill. Sin embargo, el emparejamiento fue reprogramado para este evento después de que Teixeira diera positivo por COVID-19 una semana antes del combate. El 15 de septiembre, el combate fue aplazado de nuevo, ya que Santos dio positivo en la prueba de la enfermedad.
Se esperaba que Charles Oliveira se enfrentara a Beneil Dariush en un combate de peso ligero en el evento. Sin embargo, Oliveira se retiró de la pelea a principios de septiembre por razones no reveladas y el combate se canceló.
El combate de Peso Gallo entre Casey Kenney y Heili Alateng iba a celebrarse originalmente una semana antes en UFC 253. Sin embargo, más tarde se trasladó a este evento debido a razones no reveladas.
Se esperaba que Danaa Batgerel se enfrentara a Kyler Phillips en un combate de Peso Gallo en el evento. Sin embargo, el 21 de septiembre se anunció que Batgerel se retiraba debido a las restricciones de viaje relacionadas con la pandemia de COVID-19 en Mongolia. Fue sustituido por el recién llegado a la promoción Cameron Else.
Un combate de Peso Pesado entre el ex Campeón de Peso Pesado de la UFC Andrei Arlovski y Tanner Boser estuvo brevemente programado para este evento, pero más tarde se trasladó a UFC on ESPN: Santos vs. Teixeira debido a que Arlovski estaba enfermo.
Un combate de Peso Medio entre Tom Breese y Roman Kopylov estaba originalmente programado para este evento, pero Kopylov fue retirado del combate el 27 de septiembre debido a razones no reveladas y reemplazado por KB Bhullar. El combate tuvo lugar una semana después en UFC Fight Night: Moraes vs. Sandhagen.

## Premios de bonificación
Los siguientes luchadores recibieron bonificaciones de $50000 dólares.
- Pelea de la Noche: No se concedió ninguna bonificación.
- Actuación de la Noche: Germaine de Randamie, Kyler Phillips, Duško Todorović, y Luigi Vendramini